# Aladin-Gigi Georgescu
Aladin-Gigi Georgescu (n. 3 octombrie 1974, Cujmir, România) este un politician român, care din 2014 este președintele Consiliului Județean Mehedinți, iar în perioada 2012-2014 a fost vicepreședintele Consiliului Județean Mehedinți. Tot din 2014 conduce și organizația județeană PSD Mehedinți.
Aladin Gigi Georgescu este absolvent al Facultății de Drept din cadrul Universității Craiova, iar din 1998 până în 2012, când a intrat în politică, a lucrat ca avocat.